# From Within (album)
From Within è il terzo album in studio del gruppo rock svedese Anekdoten, pubblicato nel 1999.

## Tracce
1. From Within – 7:25
2. Kiss of Life – 4:40
3. Groundbound – 5:24
4. Hole – 11:08
5. Slow Fire – 7:26
6. Firefly – 4:49
7. The Sun Absolute – 6:39
8. For Someone – 3:30

## Formazione

### Gruppo
- Nicklas Berg  – chitarra, wurlitzer, mellotron
- Anna Sofi Dahlberg – piano, violoncello, mellotron, voce, Fender Rhodes
- Jan Erik Liljeström – basso, voce
- Peter Nordins – percussioni, vibrafono

### Ospiti
- Simon Nordberg – piano, organo Hammond